# São José (Lisboa)
São José é uma parte da cidade e antiga freguesia portuguesa do concelho de Lisboa, com 0,33 km² de área e 2 746 habitantes (2011). Densidade: 8 321,2 hab/km².

## História
A freguesia, designada originalmente São José de Entre as Hortas, foi criada em 1567, por desanexação da freguesia de Santa Justa.
Como consequência de uma reorganização administrativa, oficializada a 8 de novembro de 2012 e que entrou em vigor após as eleições autárquicas de 2013, foi determinada a extinção da freguesia, passando a quase totalidade do seu território a integrar a nova freguesia de Santo António, com apenas uma pequena parte anexada à nova freguesia de Arroios.

## População
★ No censo de 1864 pertencia ao Bairro do Rossio. Os seus limites foram fixados pelo decreto-lei nº 42.142, de 07/02/1959, alterados depois pelo decreto-lei nº 42.751, de 22/12/1959

| Nº de habitantes | Nº de habitantes | Nº de habitantes | Nº de habitantes | Nº de habitantes | Nº de habitantes | Nº de habitantes | Nº de habitantes | Nº de habitantes | Nº de habitantes | Nº de habitantes | Nº de habitantes | Nº de habitantes | Nº de habitantes | Nº de habitantes | Nº de habitantes |
| ---------------- | ---------------- | ---------------- | ---------------- | ---------------- | ---------------- | ---------------- | ---------------- | ---------------- | ---------------- | ---------------- | ---------------- | ---------------- | ---------------- | ---------------- | ---------------- |
| 1864             | 1878             | 1890             | 1900             | 1911             | 1920             | 1930             | 1940             | 1950             | 1960             | 1970             | 1981             | 1991             | 2001             | 2011             |                  |
| 7325             | 7520             | 8594             | 9540             | 10138            | 10378            | 10369            | 10565            | 10496            | 10856            | 7311             | 7053             | 4430             | 3278             | 2746             |                  |
|                  | +3%              | +14%             | +11%             | +6%              | +2%              | -0%              | +2%              | -1%              | +3%              | -33%             | -4%              | -37%             | -26%             | -16%             |                  |

|     | 0-14 anos  | 15-24 anos | 25-64 anos   | 65 e + anos |
| Hab | 293 \| 255 | 381 \| 219 | 1630 \| 1613 | 974 \| 659  |
| Var | -13%       | -43%       | -1%          | -32%        |

## Património
- Elevador do Lavra e meio urbano que o envolve
- Zona da Avenida da Liberdade
- Palácio Lima Mayer, primeiro prémio Valmor.
- Teatro Capitólio, no Parque Mayer
- Antiga Igreja do Convento dos Capuchos (Lisboa), bem como a boca de cisterna revestida a azulejo existente num dos pátios do hospital e ainda todas as dependências decoradas com lambris de azulejo, incluindo o claustro e a escadaria nobre
- Edifício do antigo Hotel Vitória / Hotel Vitória
- Edifício na Rua de São José ou Prédio na Rua de São José
- Conjunto de edifícios na Rua de São José (e jardins)
- Conjunto formado pela Igreja de São José dos Carpinteiros e edifícios anexos
- Cinema Tivoli
- Cinema Odeon

## Arruamentos
A freguesia de São José continha 44 arruamentos. Eram eles:
| - Alameda de Santo António dos Capuchos - Alto do Penalva - Arco do Evaristo - Avenida da Liberdade - Calçada da Glória - Calçada da Patriarcal - Calçada de Santo António - Calçada do Lavra - Calçada do Moinho de Vento - Jardim Alfredo Keil - Largo da Anunciada - Largo da Oliveirinha - Praça da Alegria - Praça do Príncipe Real - Rua da Alegria | - Rua da Caridade - Rua da Conceição da Glória - Rua da Esperança do Cardal - Rua da Fé - Rua da Glória - Rua da Mãe D'Água - Rua da Metade - Rua das Portas de Santo Antão - Rua das Pretas - Rua das Taipas - Rua de Santa Marta - Rua de Santo António da Glória - Rua de Santo António dos Capuchos - Rua de São José - Rua do Cardal de São José | - Rua do Carrião - Rua do Passadiço - Rua do Telhal - Rua Dom Pedro V - Rua dos Condes - Rua Júlio de Andrade - Rua Manuel Jesus Coelho - Travessa da Conceição da Glória - Travessa da Cruz do Torel - Travessa da Glória - Travessa do Fala-Só - Travessa do Rosário - Travessa do Salitre - Travessa Larga |

Existem ainda outros 5 arruamentos reconhecidos pela Câmara, mas não geridos directamente por esta:
- Parque Mayer
- Pátio do Tronco (Rua das Portas de Santo Antão, 135)
- Pátio do Vilas (Rua da Alegria, 12)
- Pátio Santos (Rua da Conceição da Glória, 46)
- Vila Martel (Rua das Taipas, 55)